# Cuges-les-Pins
Cuges-les-Pins – miejscowość i gmina we Francji, w regionie Prowansja-Alpy-Lazurowe Wybrzeże, w departamencie Delta Rodanu.
Według danych na rok 1990 gminę zamieszkiwało 2655 osób, a gęstość zaludnienia wynosiła 68 osób/km² (wśród 963 gmin regionu Prowansja-Alpy-W. Lazurowe Cuges-les-Pins plasuje się na 222. miejscu pod względem liczby ludności, natomiast pod względem powierzchni na miejscu 218.).